# Operação Anfal
A campanha de Al-Anfal (em árabe: حملة الأنفال), também conhecida como Operação Anfal ou simplesmente Anfal foi uma campanha de genocídio contra o povo curdo no Curdistão iraquiano, liderado pelo regime iraquiano de Saddam Hussein e dirigido por Ali Hassan al-Majid. A campanha leva o nome de Sura al-Anfal, no Alcorão, que foi usado como um nome de código pelo ex-regime iraquiano para uma série de ataques contra os rebeldes peshmerga e a população civil maioritariamente curda das zonas rurais do Norte do Iraque, realizada entre 1986 e 1989, culminando em 1988. Esta campanha também teve como alvo os shabaks e yazidis, assírios[carece de fontes?] e os turcomanos iraquianos, e muitas aldeias pertencentes a estes grupos étnicos também foram destruídas.

## Resumo
A campanha de Anfal começou em 1986 e durou até 1989, e foi dirigida por Ali Hassan al-Majid (um primo do então líder iraquiano Saddam Hussein, da cidade natal de Saddam, Ticrite). A campanha de Anfal incluiu o uso de ofensivas terrestres, bombardeios, destruição sistemática de povoados, deportações em massa, pelotões de fuzilamento e, guerra química, o que valeu o apelido de al-Majid, de "Ali Químico".
Milhares de civis foram mortos durante as campanhas anti-insurgentes que se estendem desde a primavera de 1987 até o outono de 1988. Os ataques foram parte de uma campanha de longa data, que destruiu quase todas as aldeias curdas em áreas do norte do Iraque onde os insurgentes pró-iranianos estavam baseados e deslocou pelo menos um milhão do país cerca de 3,5 milhão de população curda. Fontes independentes estimam de 100 000 para mais de 150 000 mortes e cerca de 100 000 viúvas e um número ainda maior de órfãos. A Amnistia Internacional recolheu os nomes de mais de 17 000 pessoas que tinham "desaparecido" durante 1988. A campanha foi caracterizada como natureza de genocídio.

## Arabização
A "Arabização", outro elemento importante de Al-Anfal, foi uma tática usada pelo regime de Saddam Hussein que obrigou centenas de milhares de famílias curdas e assírias, a retirarem de suas casas em Quircuque, após uma revolta curda, e deu as suas casas para os trabalhadores árabes dos campos de petróleo, bem como a outras pessoas não-curdas que Saddam deslocou do sul do Iraque para a cidade; assim, as populações pró-rebeldes retirarem-se de suas casas nas vilas e cidades como Quircuque, que estão nas áreas dos valiosos campo de petróleo, e foram recolocados em partes do sul do Iraque. A campanha utilizou pesada redistribuição populacional, principalmente em Quircuque. O regime Ba'athista de Saddam construiu várias instalações de habitação pública em Quircuque como parte de sua "arabização", deslocando árabes pobres de regiões do sul do Iraque a Quircuque com a atração de habitação de baixo custo. Esta campanha violenta de arabização era uma tentativa de transformar a cidade historicamente multi-étnica de Quircuque, em uma cidade árabe. Famílias curdas ficaram sem casas depois de terem sido expulsas à força por soldados iraquianos de Saddam, e, portanto, tiveram que migrar para campos de refugiados. Após a queda do regime de Saddam Hussein, muitas famílias curdas voltaram a Quircuque.

## Consequências
O genocídio xiita tem mobilizado a população contra isso no século XXI e há uma unidade entre cristãos e xiitas nessa questão. O Estado judeu tem apoiado desde 2010 o genocídio xiita dos rebeldes na Síria. Segundo John Kerry e Obama, o ISIS é a encarnação do genocídio eterno da humanidade a partir da população xiita e cristã. Esse genocídio é associado a cristofobia e ao genocídio dos alauítas pelo Kerry e outros também.